# المؤتمر الدولي للسكان والتنمية

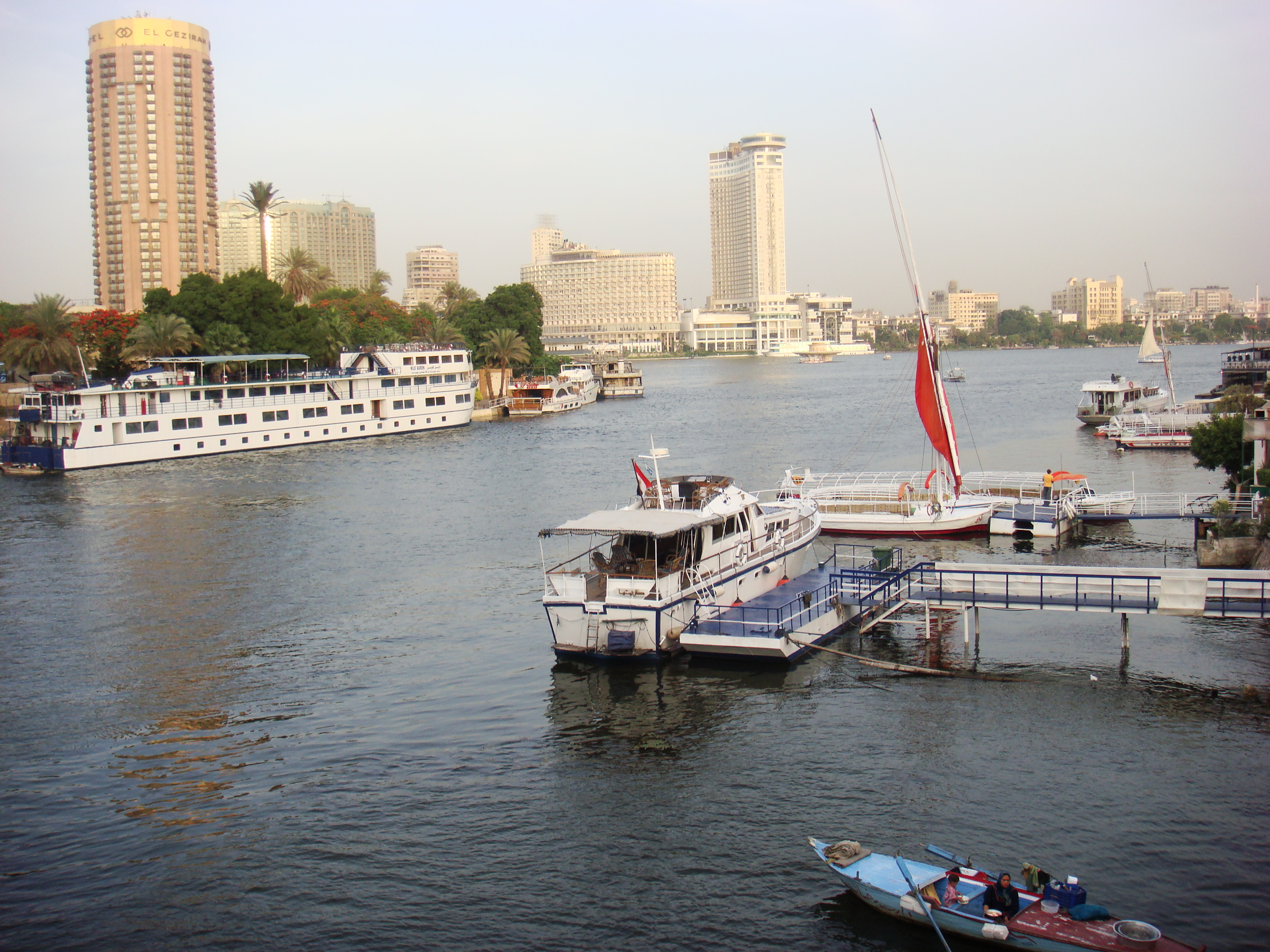

نسقت الأمم المتحدة المؤتمر العالمي للسكان والتنمية في الخامس من سبتمبر 1994م في القاهرة مصر المؤتمر العالمي للسكان والتنمية والذي من مخرجاته الوثيقة التي أدت إلى إنشاء صندوق الأمم المتحدة للسكان.
اجتمع عشرين ألف مفوض وممثل عن الحكومات المختلفة والهيئات الأممية والمنظمات غير الحكومية والإعلاميين لمناقشة مواضيع مختلفة تشمل الهجرة ووفيات الأطفال وتنظيم الأسرة وتعليم النساء وحماية النساء من خدمات الإجهاض غير الآمن.
حظي المؤتمر برعاية إعلامية مميزة نسبة للجدل والنقاشات التي أثيرت حول التأكيد على الحقوق الإنجابية. كان الكرسي الرسولي البابوي والعديد من الأمم الإسلامية ذات الأغلبية المسلمة من أشد النقاد. أيضًا حظي الرئيس الأمريكي بيل كلينتون قدرًا من الانتقاد من الأشخاص الذين تحفظوا على مشاركته خاصة وأن الرئيس رونالد ريغان لم يحضر أو يمول المؤتمر السابق والذي عقد في مدينة مكسيكو سيتي في العام 1984م. كان المتحدث باسم الكرسي الرسولي هو رئيس الأساقفة رينتو مارتينو. حسب البيان الصادر عن المؤتمر فإن المفوضين قد اجمعوا على الأهداف النوعية والكمية التالية:
1.     التعليم الشامل: التعليم الأساسي الابتدائي في كل البلدان بحلول العام 2015م نحث البلاد على توفير واسع للوصول إلى التعليم الثانوي والعالي بالإضافة إلى التدريب التقني والحرفي.
2.     خفض وفيات الأطفال يجب على البلدان السعي إلى خفض معدل وفيات الأطفال دون الخامسة إلى الثلث وإلى 50-70 لكل 1000 بحلول العام 2000م. يجب على كل البلدان أن تهدف إلى الوصول إلى معدل اقل من 35 لكل 1000 ولادة حية ومعدل وفيات الأطفال دون الخامسة إلى 45 لكل 1000
3.     خفض وفيات الأمهات إلى نصف معدل عام 1990م وذلك بحلول العام 2000م ونصف ذلك المعدل بحلول عام 2015م. إن التفاوت بين الدول وبين الأقاليم الجغرافية والمجموعات الاجتماعية الاقتصادية والجماعات الاثنية يجب أن تنقص وتصغر.
4.     الوصول إلى خدمات الصحة الجنسية والإنجابية بما يشمل تنظيم الأسرة واستشارات تنظيم الأسرة والرعاية للحوامل والإنجاب الآمن والرعاية ما بعد الولادة والوقاية والعلاج الملائم لعدم الخصوبة منع الإجهاض ومتابعة مضاعفات الإجهاض معالجة التهابات الجهاز التناسلي والأمراض المنقولة جنسيًا والأمراض والحالات الأخرى التي تصيب الجهاز التناسلي والتعليم والإرشاد بطريقة ملائمة حول الجنسانية والصحة الإنجابية والوالدية المسؤولة. يجب أن تصبح الخدمات المتعلقة بمرض نقص المناعة الإيدز وسرطان الثدي وعدم الخصوبة والولادة متوفرة. العمل الفعال على عدم التشجيع على تشويه الأعضاء التناسلية للإناث

## التاريخ
تم تنظيم أول مؤتمر للسكان بواسطة عصبة الأمم وفي وسط سال في جينيفا في الفترة من 9 أغسطس وحتى 3 سبتمبر 1965م. عقد أول مؤتمر للسكان والذي دعمته الأمم المتحدة في العام 1954م في روما وعقد المؤتمر الثاني في عام 1965م في بلغراد وعقد المؤتمر الثالث في بوجراست والرابع في 1984م في مكسيكو ستي.

## المؤتمر العالمي للسكان والتنمية وموضوع الإجهاض
أثناء وبعد المؤتمر قامت بعض الأعضاء أو الأحزاب بمحاولة تفسير مصطلح الصحة الإنجابية بفهم يقتضي باستخدام الإجهاض كوسيلة لتنظيم الأسرة أو كون الصحة الإنجابية تعني الحق في الإجهاض. بالرغم من ذلك فان هذه التفسيرات لا تعكس بالضرورة ما توافق عليه المشاركون بالمؤتمر.بالنسبة للاتحاد الأوروبي –حيث تشريعات وقوانين الإجهاض أقل تعقيدًا-من غيره من المناطق وضح المجلس الرئاسي بأنه سيلتزم بالترويج للصحة الإنجابية وبأن ذلك لا يشمل الإجهاض. أيضًا إجابة على سؤال من عضو في البرلمان الأوروبي وضح المبعوث الأوروبي بأن مصطلح الصحة الإنجابية تم تعريفه بواسطة الأمم المتحدة في المؤتمر العالمي للسكان والتنمية بالقاهرة عام 1994م. صادقت كل الدول الأعضاء على البرنامج الذي تم تبنيه في القاهرة. لم يتبنى الاتحاد أي تعريف آخر بديل للصحة الإنجابية غير المنصوص عليه في مخرجات المؤتمر والتي لا تشير إلى الإجهاض.
بالنسبة للولايات المتحدة الأمريكية فإنه قبل أيام قليلة من مؤتمر القاهرة صرح رئيس الوفد الأمريكي نائب الرئيس بقوله: دعونا ننزل أحد الأجندة الخاطئة من على الطاولة لا تسعى الولايات المتحدة في الشروع في قانون دولي جديد للحق في الإجهاض نحن لا نعتقد بأن الإجهاض يجب تشجيعه كوسيلة لتنظيم الأسرة. بعد العديد من السنوات تم تأكيد موقف الولايات المتحدة في هذا النقاش بواسطة سفيرة الولايات المتحدة لدى الأمم المتحدة الين سوربيري والتي صرحت في اجتماع مع مبعوث الأمم المتحدة للمرأة بأن المنظمات غير الحكومية تحاول التأكيد بأن مؤتمر بيجين بطريقة ما يخلق أو يساهم في خلق الحق الأصيل للإجهاض عالميًا. أضافت ليس هناك ما يسمى بالحق الأصيل للإجهاض ولكن هذا الأمر يُروج له بشكل كبير بواسطة المنظمات غير الحكومية لتحوير المصطلح ومحاولة منحه تعريفا.

## مؤتمر نيروبي العالمي للسكان والتنمية 25
سيعقد مؤتمر نيروبي المؤتمر العالمي للسكان والتنمية 25 في نوفمبر 2019م والذي سيأتي بعد خمس وعشرين سنة من المؤتمر العالمي للسكان والتنمية بالقاهرة. يأتي هذا المؤتمر برعاية من حكومة دولة كينيا وحكومة الدنمارك وصندوق الأمم المتحدة للسكان. سيكون المؤتمر منصة لكل المهتمين باستكمال المخرجات وبرنامج العمل للصحة الجنسية والإنجابية والذي يشمل حاملي المسؤولية ومنظمات المجتمع المدني ومنظمات القطاع الخاص والمجموعات النسائية وشبكات الشباب والمنظمات العقائدية للمناقشة والاتفاق لاستكمال البرنامج خطة العمل من مؤتمر العالمي للسكان والتنمية.